# Pete Postlethwaite
Peter William „Pete” Postlethwaite OBE (/ˈpɒsəlθweɪt/; n. 7 februarie 1946, Warrington, Anglia, Regatul Unit – d. 2 ianuarie 2011, Shrewsbury, Anglia, Regatul Unit) a fost un actor englez. După mai multe roluri mărunte în seriale TV precum The Professionals, a devenit cunoscut prin filmul autobiografic Distant Voices, Still Lives (1988). A devenit cunoscut în Statele Unite datorită rolului lui David din Alien 3 (1992), reușind un an mai târziu să obțină o nominalizare la Premiul Oscar pentru cel mai bun actor în rol secundar pentru interpretarea din filmul În numele tatălui (1993). A mai jucat în rolul misteriosului avocat Mr. Kobayashi din Suspecți de serviciu (1995), Brassed Off (1996),  Romeo + Juliet (1996), Amistad (1997), The Shipping News (2001), The Constant Gardener (2005), The Age of Stupid (2009) și Inception (2010). La mai puțin de o lună după moartea cauzată de cancerul pancreatic, a fost nominalizat la Premiul BAFTA pentru cel mai bun actor într-un rol secundar pentru rolul său din filmul The Town (2010) regizat de Ben Affleck.